# 加氢酰化反应
加氢酰化反应是一种醛分子加成于烯烃或炔烃上，形成酮并增加碳链的有机反应。该类反应需要金属催化剂的参与，且分子内反应优先于分子间反应。与带有三键的炔类底物发生反应，产物为环酮化合物 。 
该反应最早发现于1972年，化学家K.Sakai合成一种前列腺素的路线就应用了此类化学反应。在该加氢酰化反应中，四氯化锡作为反应试剂，并应用了等当量的威尔金森催化剂的氯仿、乙腈或苯溶液作为催化剂。反应由于脱羰作用生成了等当量的环丙烷。
首个该反应的催化应用于1976年被化学家米勒报道，该反应中，在威尔金森催化剂与饱和的乙烯溶液的条件下，可将4-戊烯醛转化为环戊酮。
另一种合适的催化剂为铑的正离子络合物Rh(dppe)ClO4。

## 反应机理
通常的反应机理为：第一步金属对醛碳-氢键的氧化加成，而后对烯烃的加成，最后发生还原消除。一种可能产生的副反应为，酰基金属氢化物RCH2(CO)MH通过中间体RCH2M(CO)H的脱羧反应，形成烷烃RCH3与M(CO)。

## 不对称加氢酰化
第一例加氢酰化的不对称反应被首先于1983年被化学家James与Young发表（动力学拆分），1989年由Sakai发表了不对称合成法，他们都应用了铑催化剂并使用了手性的二膦配体，如：Me-DuPhos: